# Restiosporium lepyrodiae
Restiosporium lepyrodiae är en svampart som beskrevs av Vánky 2006. Restiosporium lepyrodiae ingår i släktet Restiosporium och familjen Websdaneaceae.   Inga underarter finns listade i Catalogue of Life.